# Onesia currani
Onesia currani är en tvåvingeart som beskrevs av Hiromu Kurahashi 1989. Onesia currani ingår i släktet Onesia och familjen spyflugor. Inga underarter finns listade i Catalogue of Life.